# Gruppo 6

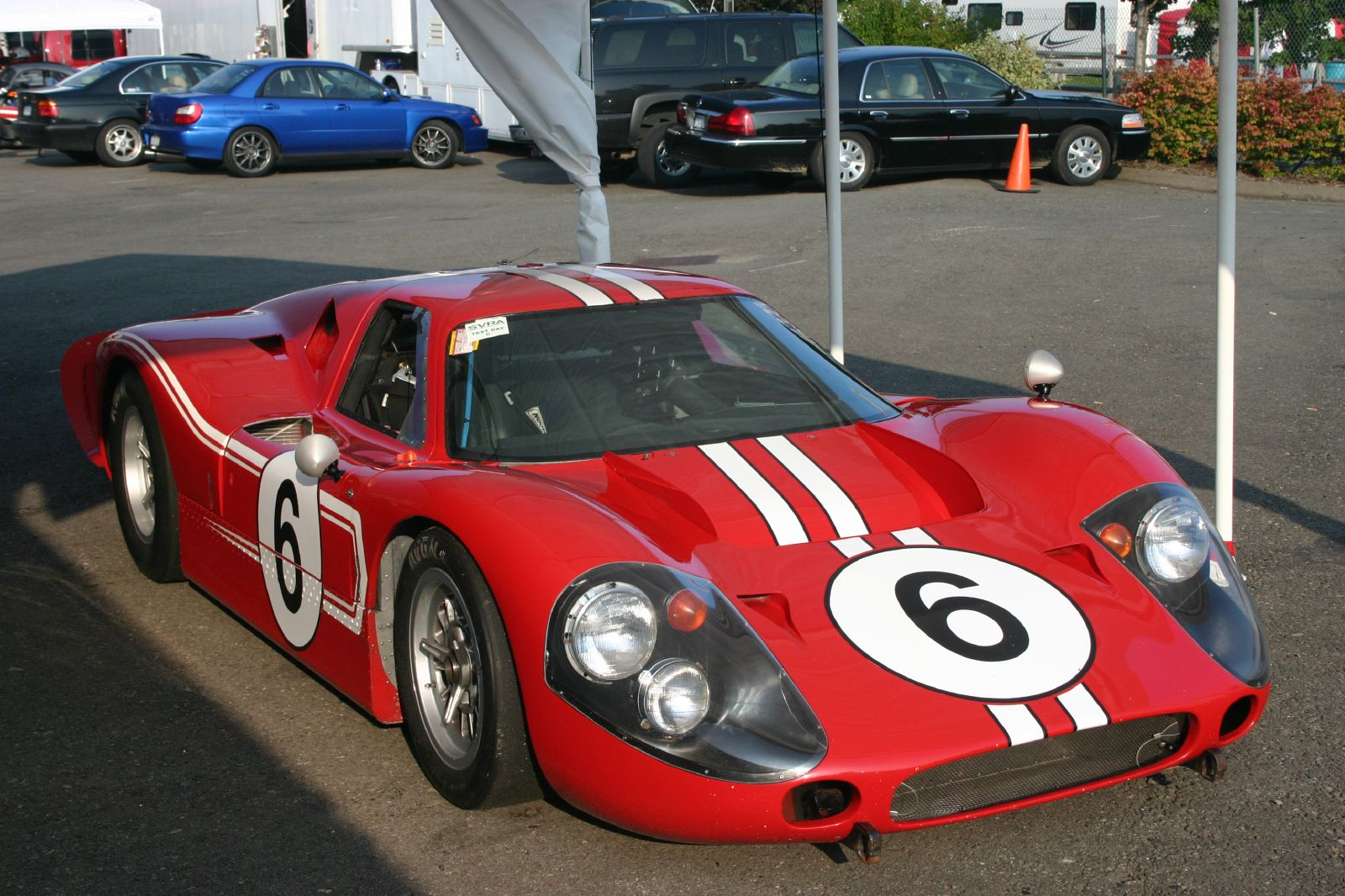
Una Ford GT40 Mk IV, modello che debuttò nel 1966

Il Gruppo 6 era una classificazione redatta dalla FIA per le competizioni automobilistiche che fu applicata a due diverse categorie durante gli anni che vanno dal 1966 al 1971 e dal 1976 al 1982.

## Vetture Sport-prototipo (dal 1966 al 1971)

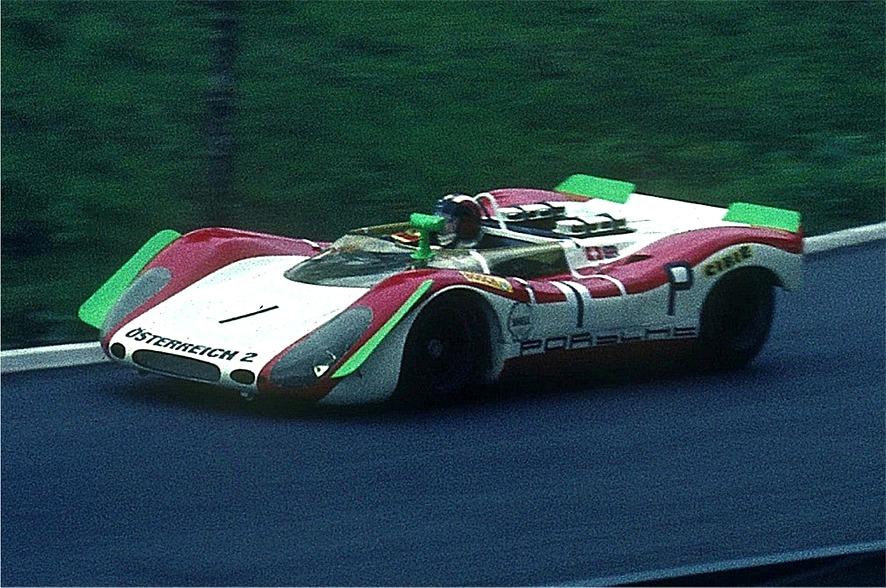
Una Porsche 908 con Joseph Siffert alla 1000 km del Nürburgring 1969

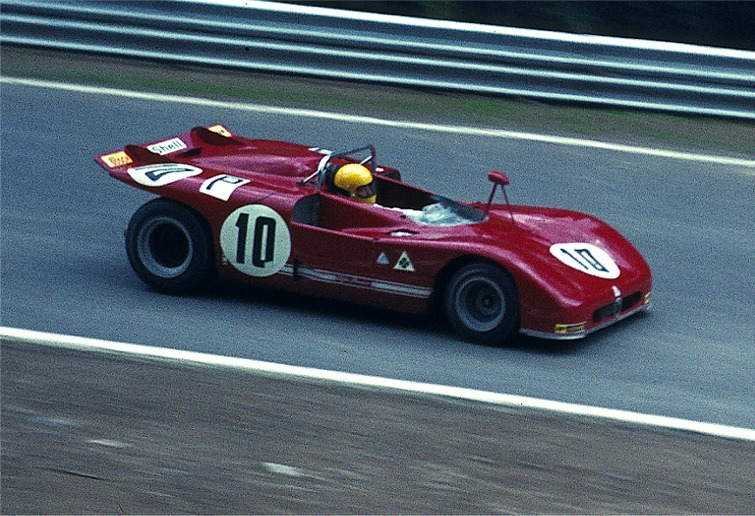
Un'Alfa Romeo 33/3 con Nanni Galli durante la 1000 km del Nürburgring 1971

La prima classificazione Gruppo 6 fu introdotta per la stagione agonistica 1966, contemporaneamente al "nuovo" Gruppo 4 per le "Vetture Sport". Mentre per quest'ultimo era richiesta la produzione di almeno 50 esemplari della vettura che si voleva portare in gara, per il Gruppo 6 non era previsto un requisito minimo di produzione e inoltre non era stabilito nessun limite di cilindrata, sebbene invece vi fossero limiti specifici alle vetture per quanto riguarda pesi, dimensioni e altre caratteristiche. Sia i "Prototipi" che le "Vetture Sport" gareggiavano in campionati specifici, sebbene gli eventi di maggiore risonanza a livello internazionale (come ad esempio la 24 Ore di Le Mans) fossero inseriti nei calendari entrambe le competizioni.
Viste le velocità sempre crescenti che si erano viste nei primi due anni di questo regolamento, per motivi di sicurezza, nel 1968 fu imposto ai prototipi il limite di cilindrata di 3,000 cm³ e al contempo i due campionati separati furono fusi in un unico Campionato Internazionale Marche che comprendeva le gare più importanti e in cui entrambe le categorie potevano ambire alla vittoria. Nel 1969 la FIA emise ulteriori requisiti per le vetture del Gruppo 6 in merito al peso, all'eliminazione della ruota di scorta, all'abolizione dell'altezza minima del parabrezza e alle dimensioni del portabagagli.
Questa prima generazione del Gruppo 6 partecipò alla 24 Ore di Le Mans ogni anno dal 1966 al 1971, ma solo nel 1966 e nel 1967 ottenne la vittoria assoluta.

### Elenco vetture della 1ª generazione del Gruppo 6

#### Senza limite di cilindrata
- Chaparral 2D
- Chaparral 2F
- Ferrari 330 P3
- Ferrari 412 P
- Ferrari P3/4
- Ferrari 330 P4
- Ford GT40 Mk II
- Ford GT40 Mk IV

#### Con cilindrata limitata a 3 000 cm³
- Alfa Romeo 33/3
- Ferrari 312 P
- Ford P68
- Ford P69
- Matra MS630
- Matra MS640[3]
- Matra MS650
- Matra MS660
- Porsche 908

## La soppressione del Gruppo 6 (dal 1972 al 1975)
Per la stagione 1972 il Gruppo 6 fu fuso con il Gruppo 5, che dal 1968 comprendeva le "Vetture Sport" prodotte in almeno 25 esemplari, e così si ebbe un nuovo Gruppo 5 che comprendeva i "Prototipi di vetture Sport" (denominazione ufficiale: Prototype-Sports Cars) con limite di cilindrata a 3000 cm³, peso minimo incrementato a 650 kg e senza numero minimo di esemplari. Anche questa decisione fu dettata dall'intento di rallentare le vetture, viste le prestazioni delle migliori vetture Sport nel biennio 1970-71, segnatamente le Porsche 917 e le Ferrari 512S e 512M. Le nuove vetture sport-prototipo, che spesso erano vecchie Gruppo 6 adeguate al nuovo regolamento, parteciparono al neonato Campionato Mondiale Marche.

## Vetture Biposto da corsa (dal 1976 al 1982)

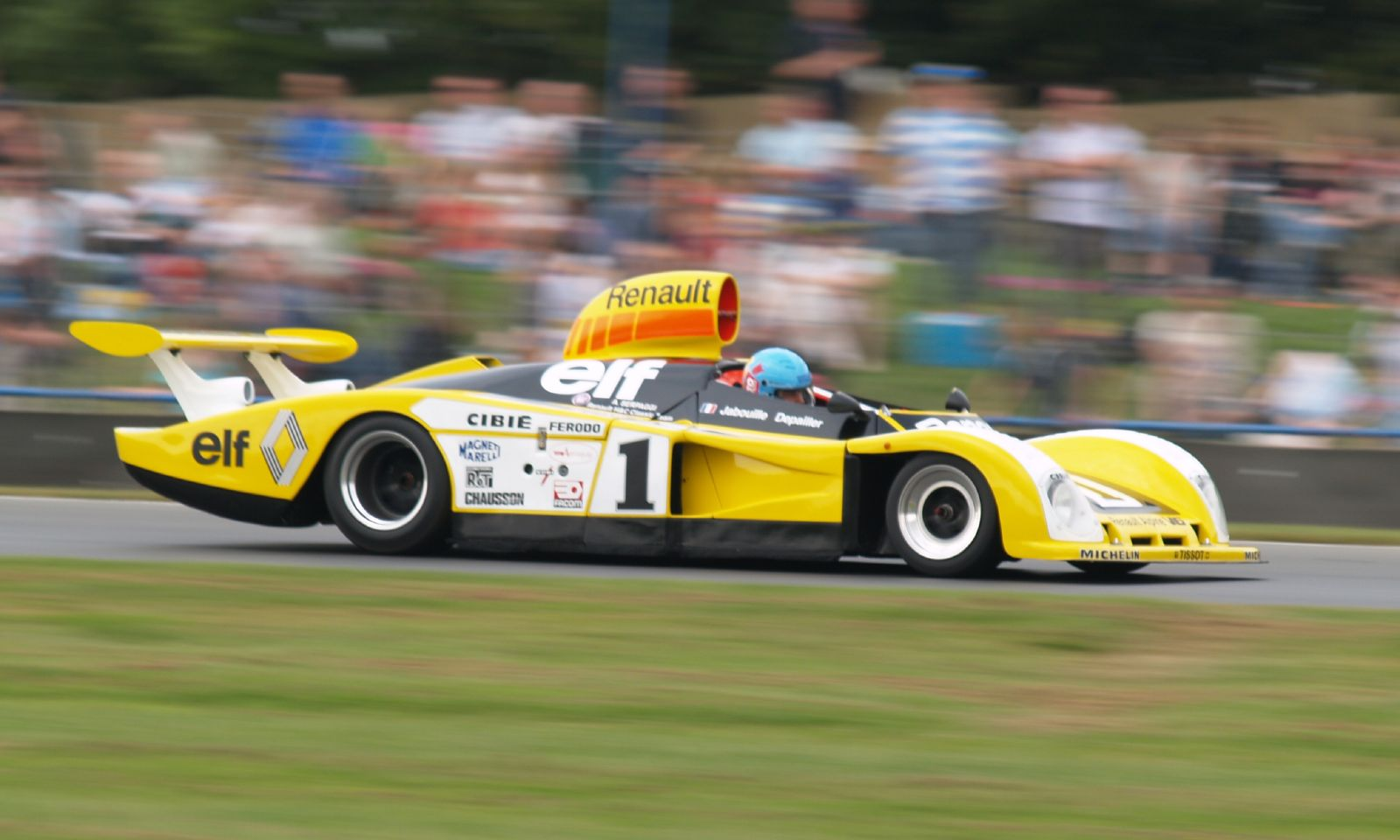
La Renault Alpine A443, evoluzione della A442

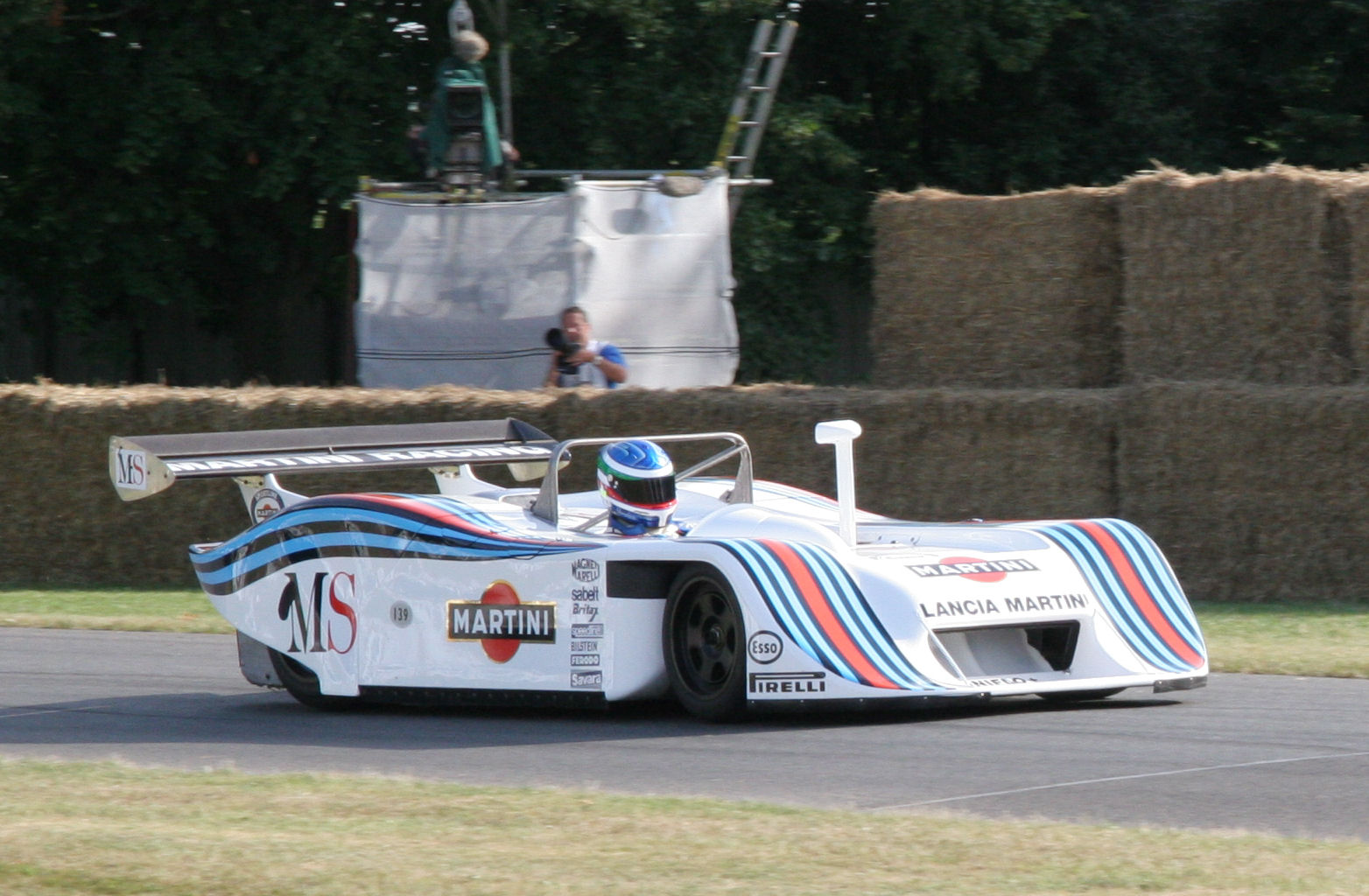
La Lancia LC1, l'ultima Gruppo 6 vincente nel mondiale

Nel 1976 la FIA reintrodusse la classificazione Gruppo 6, con la denominazione ufficiale di Two-Seater Racing Cars (inglese: Vetture biposto da corsa) e furono stabiliti 3 diversi limiti di cilindrata:
- 5 000 cm³ per le vetture spinte da motori “derivati dalla serie”;
- 3 000 cm³ per le vetture spinte da motori da corsa ad aspirazione naturale;
- 2 142 cm³ per le vetture spinte da motori da corsa sovralimentati[8].

Da quell'anno i punti validi per il Campionato mondiale Marche venivano assegnati alle vetture derivate dalla serie, comprese le elaboratissime Vetture Silhouette “Special Production Cars” del Gruppo 5, mentre le vetture del Gruppo 6 gareggiavano per il loro campionato specifico: il World Championship for Sports Cars: questa segregazione dei prototipi non favorì l'interesse delle case costruttrici per questa categoria e nel 1978, a seguito di due stagioni povere di partecipanti, il "mondiale" fu declassato a "europeo" (European Sports Car Championship), che però durò solo quell'anno. Si decise allora che dal 1979 le vetture di Gruppo 6 avrebbero potuto partecipare alle gare del Mondiale Marche, ma non avrebbero ottenuto punti per i loro costruttori. Sempre nel 1979, il limite di cilindrata di 3 litri per il Gruppo 6 fu rimosso
Nel 1981 la Fia istituì per la prima volta nelle corse di durata anche un titolo per i piloti e anche i piloti delle vetture del Gruppo 6 poterono concorrervi. Nel 1982 il Gruppo C sostituì il Gruppo 6, ma fu concesso a queste ultime vetture di partecipare al Campionato mondiale Endurance insieme alle nuove vetture, sebbene con un limite di cilindrata di soli 2000 cm³ (1428 cm³ se dotate di turbocompressore). Come nel 1981 le Gruppo 6 assegnavano punti solo per il mondiale piloti ma non per quello costruttori.
Nel corso dei sette anni di vigenza della seconda fase del Gruppo 6 le vetture che vi appartenevano poterono partecipare alla 
24 Ore di Le Mans e ottennero quasi sempre la vittoria assoluta: solo nel 1979 e nel 1982 vetture di altre categorie ottennero la vittoria assoluta.

### Elenco vetture della 2ª generazione del Gruppo 6
- Dome Zero RL
- Dome RL80
- Dome RL81
- Ibec-Hesketh 308LM
- Inaltera LM e LM77
- Lancia LC1
- Lola T210
- Lola T280
- Lola T290
- Lola T380
- Lola T390
- Mirage GR8-Renault
- Mirage M9
- Mirage M10
- Porsche 936
- Renault Alpine A442
- Rondeau M379
- Sauber C5